# Phyllergates cucullatus
A Phyllergates cucullatus a madarak osztályának verébalakúak (Passeriformes) rendjébe, ezen belül a berkiposzátafélék (Cettiidae) családba tartozó faj.

## Rendszerezése
A fajt Coenraad Jacob Temminck holland zoológus írta le 1836-ban, az Orthotomus nembe Orthotomus euculatus [sic] néven.

### Alfajai
- Phyllergates cucullatus coronatus (Jerdon & Blyth, 1861) – északkelet-India, Bhután, észak- és kelet-Mianmar, dél-Kína, észak-Thaiföld, délnyugat-Kambodzsa, Laosz, észak- és közép-Vietnám, télen a hegyvidékekről a völgyekbe költözik;
- Phyllergates cucullatus thais (Robinson & Kloss, 1923) – dél-Thaiföld;
- Phyllergates cucullatus malayanus (Chasen, 1938) – Maláj-félsziget;
- Phyllergates cucullatus cucullatus (Temminck, 1836) – Szumátra, Jáva, Bali;
- Phyllergates cucullatus cinereicollis (Sharpe, 1888) – észak-Borneó;
- Phyllergates cucullatus philippinus (E. J. O. Hartert, 1897) – észak-Fülöp-szigetek (Luzon);
- Phyllergates cucullatus viridicollis (Salomonsen, 1962) – nyugat-Fülöp-szigetek (Palawan);
- Phyllergates cucullatus riedeli (A. B. Meyer & Wiglesworth, 1895) – észak-Celebesz;
- Phyllergates cucullatus stentor (Stresemann, 1938) – közép- és délkelet-Celebesz;
- Phyllergates cucullatus meisei (Stresemann, 1931) – délközép-Celebesz;
- Phyllergates cucullatus hedymeles (Stresemann, 1932) – dél-Celebesz;
- Phyllergates cucullatus batjanensis (E. J. O. Hartert, 1912) – Bacan;
- Phyllergates cucullatus dumasi (E. J. O. Hartert, 1899) – dél-Maluku-szigetek;
- Phyllergates cucullatus everetti (E. J. O. Hartert, 1897) – Flores.

## Előfordulása
Dél- és Délkelet-Ázsiában, Bhután, Brunei, a Fülöp-szigetek, India, Indonézia Kambodzsa, Kína, Malajzia, Mianmar, Laosz, Thaiföld és Vietnám területén honos. 
Természetes élőhelyei a trópusi és szubtrópusi síkvidéki és hegyi esőerdők, cserjések, mocsarak, folyók és patakok környékén, valamint másodlagos erdők. Magassági vonuló.

## Megjelenése
Testhossza 10–12 centiméter, testtömege 6–7 gramm.
|  |

## Életmódja
Gerinctelenekkel táplálkozik.

## Természetvédelmi helyzete
Az elterjedési területe rendkívül nagy, egyedszáma pedig stabil. A Természetvédelmi Világszövetség Vörös listáján nem fenyegetett fajként szerepel.